# Lucie Spède
 (novembre 2016).
Si vous disposez d'ouvrages ou d'articles de référence ou si vous connaissez des sites web de qualité traitant du thème abordé ici, merci de compléter l'article en donnant les références utiles à sa vérifiabilité et en les liant à la section « Notes et références ».
Lucie Spède est une écrivaine et poète belge de langue française née à Etterbeek le 27 septembre 1936 et décédée le 10 janvier 2010. Elle a publié une dizaine de recueils de poèmes, de contes et de prose. 

## Biographie
Elle remporte le Premier Prix du Concours national de diction et le Grand Prix du micro de Radio-Luxembourg.  
Son premier recueil, Volte-face, est sorti en 1973 chez Grasset.
Elle a notamment collaboré à l'hebdomadaire familial Le Ligueur et aux périodiques pour enfants des Editions Averbode. Elle est membre du Comité des Biennales internationales de la Poésie et mandataire de la SABAM (Societe Anonyme Belge des Auteurs, Compositeurs et Editeurs de Musique).
Elle a obtenu plusieurs prix littéraires et de nombreuses anthologies ont salué ses ouvrages.
En 2023, une pétition circule dans le but de renommer la station de métro Pétillon en son nom. Le but de cette pétition serait de féminiser le nom des espaces publics et de supprimer les hommages à la colonisation belge du Congo (Le Major Arthur Pétillon s'étant illustré dans les conquêtes coloniales de Léopold II).

## Publications
Poésie et prose pour adultes
- Volte-face, poèmes, Grasset, Paris, 1973. Prix de l’Agence de Coopération Culturelle et Technique (France) en 1972.
- Inventaire, poèmes, Éditions Jacques Antoine, Bruxelles, 1974. Prix de l’Agence de Coopération Culturelle et Technique (France) en 1972.
- La savourante, poèmes, Ed. André De Rache, Bruxelles, 1978. Prix René Lyr en 1979.
- Portes, pièce radiophonique, Radio Télévision Belge Francophone (RTBF), Bruxelles, 1979. Prix des Dramatiques de la RTBF en 1980.
- Clartés, monologue de Noël en un acte, 1980, RTBF.
- Furies douces, nouvelles, Ed. Jacques Antoine, Bruxelles, 1984.
- Comme on plonge en la mer, poèmes, Ed. de la Louve, Spa, 1984. Illustrations par Annie Jungers. Prix de la Louve en 1983.
- Êves, poèmes, L’Arbre à Paroles, Amay, 1986. Illustrations par Annie Jungers. Prix René Gerbeault 1985.
- Contes pour petits et grands, Radio internationale de la RTBF, Bruxelles, 1989.
- Le roman presque vrai de Poro le Renne, récit, Radio internationale de la RTBF, Bruxelles, 1990.
- 100 ans d’eau vive, Compagnie intercommunale des Eaux, Bruxelles, 1991, illustrations photographiques.
- Chansons de l’oiseau, poèmes, Tétras-Lyre, Ayeneux, 1993. Illustrations par Anneli Nukarinen.
- Les jardins du silence, poèmes, Et in Arcadia Ego, Lommel, 1995. Illustrations par Koen Lemmens.
- Dialogues avec toi, poèmes, Et in Arcadia Ego, Lommel, 1995. Illustrations par Koen Lammens.
- L’île triangulaire, poèmes, Ed. Ecbolade, Nœux-les-Mines, France, 1996. Illustré par des sculptures d’Aline Bienfait. Prix Robert Goffin en 1996.
- Ferveurs, poèmes, nouvelles et théâtre, Les Elytres, Bruxelles, 1996. Illustré par 9 peintres et Aline Bienfait, sculpteur.
- Chansons de l’arbre, poèmes trilingues (fr., néerl., all.), Im Wald - En Forêt, Allemagne, 1998. Illustré par des tableaux de Rik Hamblok.
- Histoire d’un nez - Nouvelles express - Ode à la paresse, Éd. Chouette Province, Marche-en-Famenne, 1999.
- L’Irrésistible, poèmes bilingues (fr., arabe), Tétras Lyre, Ayeneux, 2000. Illustré par le calligraphe Mohamed Ben Hamadi. Édition numérotée.
- Richesses, poèmes, Des Mots pour Dire asbl, 2004. Illustrations de Gilles Beyer de Ryke.
- Paroles de pommes, poèmes, Éditions ELA, Bruxelles, 2010.

Littérature pour enfants et adolescents (ouvrages et dans les anthologies suivantes)
- Le livre de tous mes amis, Folio, Paris, 1980.
- La poésie comme elle s’écrit, Ed. Ouvrières, Paris, 1979.
- Le rire en poésie, Ed. Ouvrières, Paris, 1981.
- L’almanach de la poésie et Mon premier livre de poèmes, Ed. Ouvrières, Paris, 1983.
- Le jardin secret des poètes et Mon premier livre de comptines, Ed. Ouvrières, Paris, 1984.
- Ca rime et ça rame, Ed. Labor, Bruxelles, 1985.
- Mon premier livre de poèmes pour rire et Mon premier livre de devinettes, Ed. Ouvrières, Paris, 1986.
- Je pars en nuage, Ed. Ouvrières, Paris, 1987.
- L’enfance lucide, Unimuse, Tournai, 1989.
- Les éléments des poètes, Hachette, Paris, 1990.
- Paraphes, Hachette, Paris, 1991.
- L’été des pirates, album en collaboration avec Evelyne Wilwerth, Ed. Averbode, 1991.
- J’ados, poèmes, chez l’auteur, 2003. Illustrations d’Ariane Tabary.
- Lapins, poussins et compagnie (pour 4 à 6 ans), Bêtes pour rire et pour s’instruire (pour 6 à 8 ans), Mon corps et mon cœur (pour 8 à 12 ans), trois recueils de poèmes illustrés, avec commentaires didactiques, chez l’auteur, 1996

## Prix et distinctions
Elle a obtenu plusieurs prix littéraires :
- Prix de l'Agence de Coopération culturelle et technique (France) pour Volte-Face et Inventaire, 1972.
- Prix René Lyr (A.E.B) pour La Savourante, 1979.
- Prix Louis Delattre de la nouvelle pour La Terrasse, 1980.
- Prix des Dramatiques de la R.T.B.F. pour Portes, 1980.
- Prix de la Louve pour Comme on plonge en la mer, 1983.
- Prix René Gerbeault pour Èves, 1985.
- Prix Robert Goffin pour L'île triangulaire, 1986.

Lectures poétiques en ligne
- Mon Livre Audio, Le Monde à l'envers, 2021
- Mon Livre Audio, Définition, 2020
- Luciole, Le Monde à l'envers, 2021

Chansons
- Joie, paroles Lucie Spède, musique et interprétation Suat Özönder
- La plus belle chanson, paroles Lucie Spède, musique et interprétation Suat Özönder
- Laisse moi, paroles Lucie Spède, musique et interprétation Suat Özönder
- Nomade, paroles Lucie Spède, musique et interprétation Suat Özönder
- Un jour si tu es seul, paroles Lucie Spède, musique et interprétation Suat Özönder
- Voyage, paroles Lucie Spède, musique et interprétation Suat Özönder

## Galerie

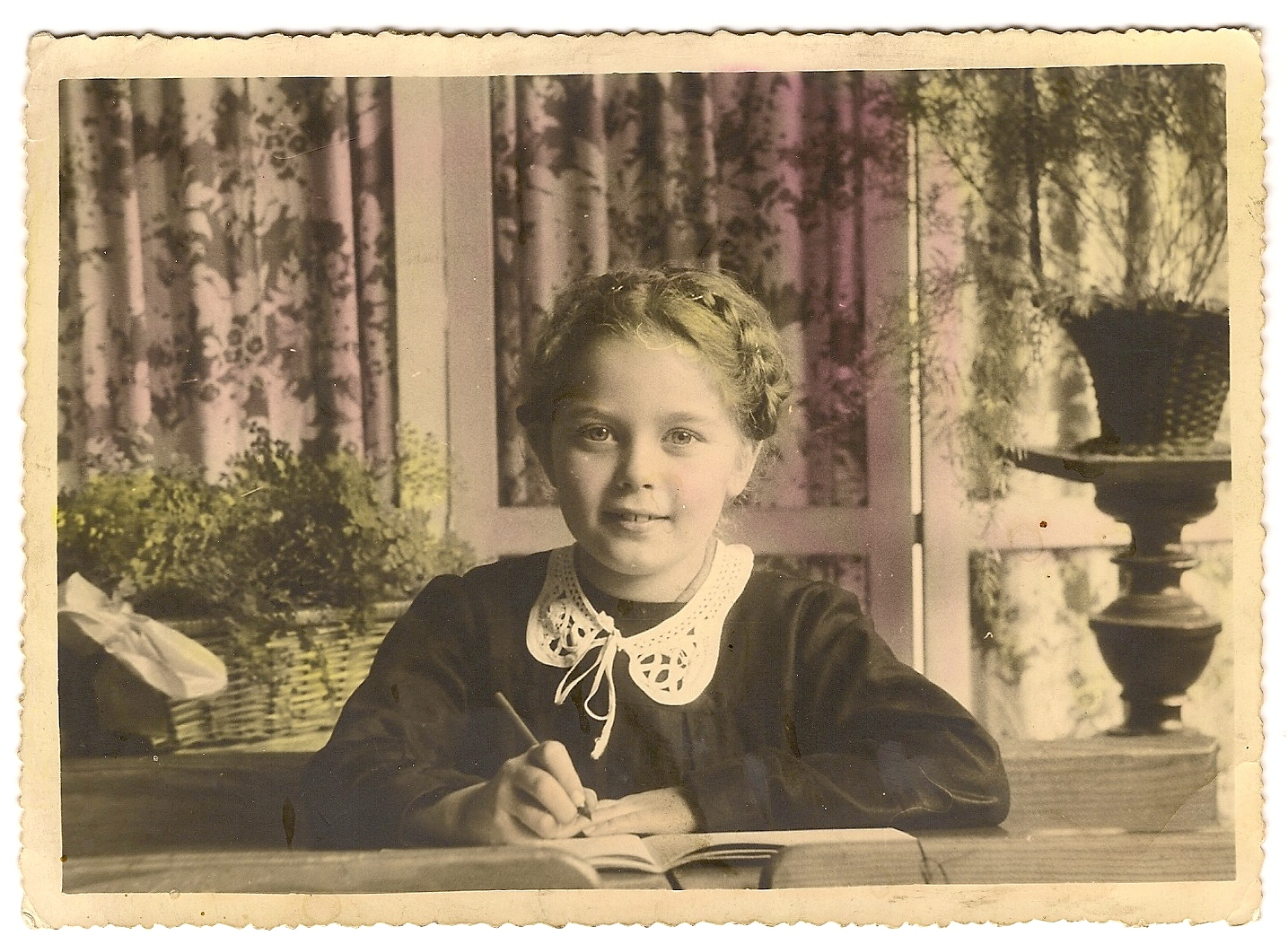
L. Spède à 9 ans - 1945
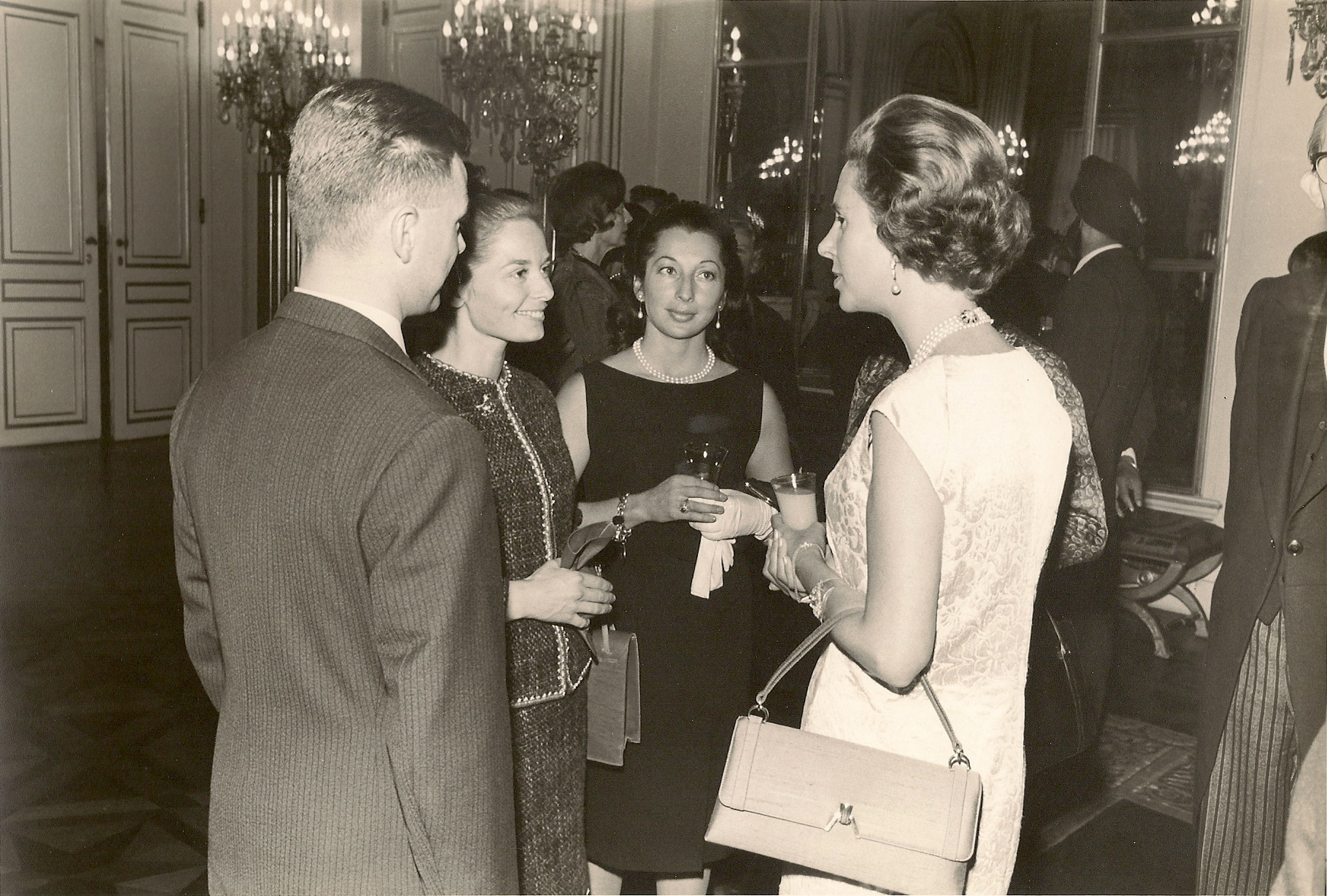
L. Spède - présentation à la Reine Fabiola - 1967
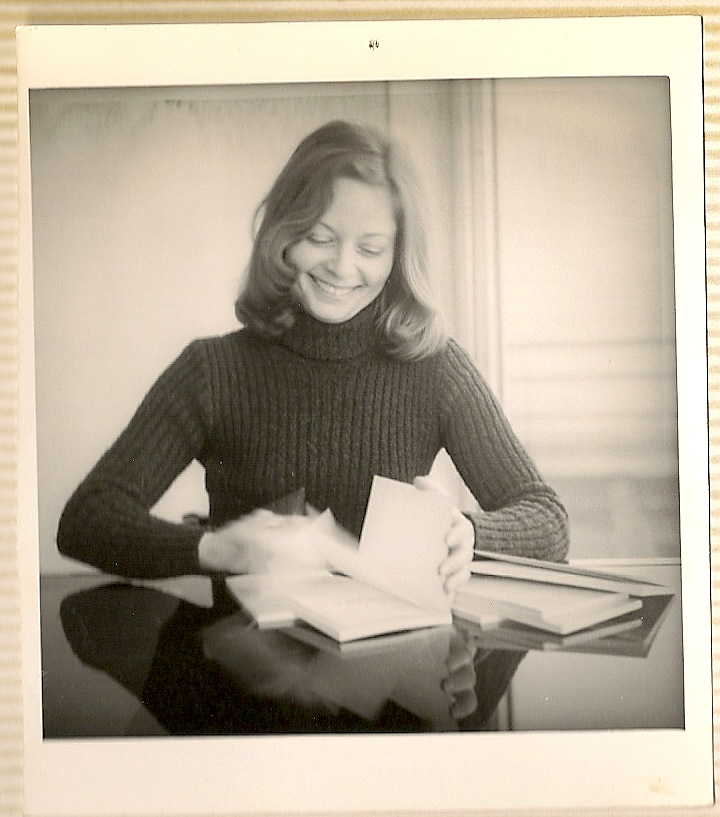
L. Spède - Dédicace de Volte Face - Grasset 1973
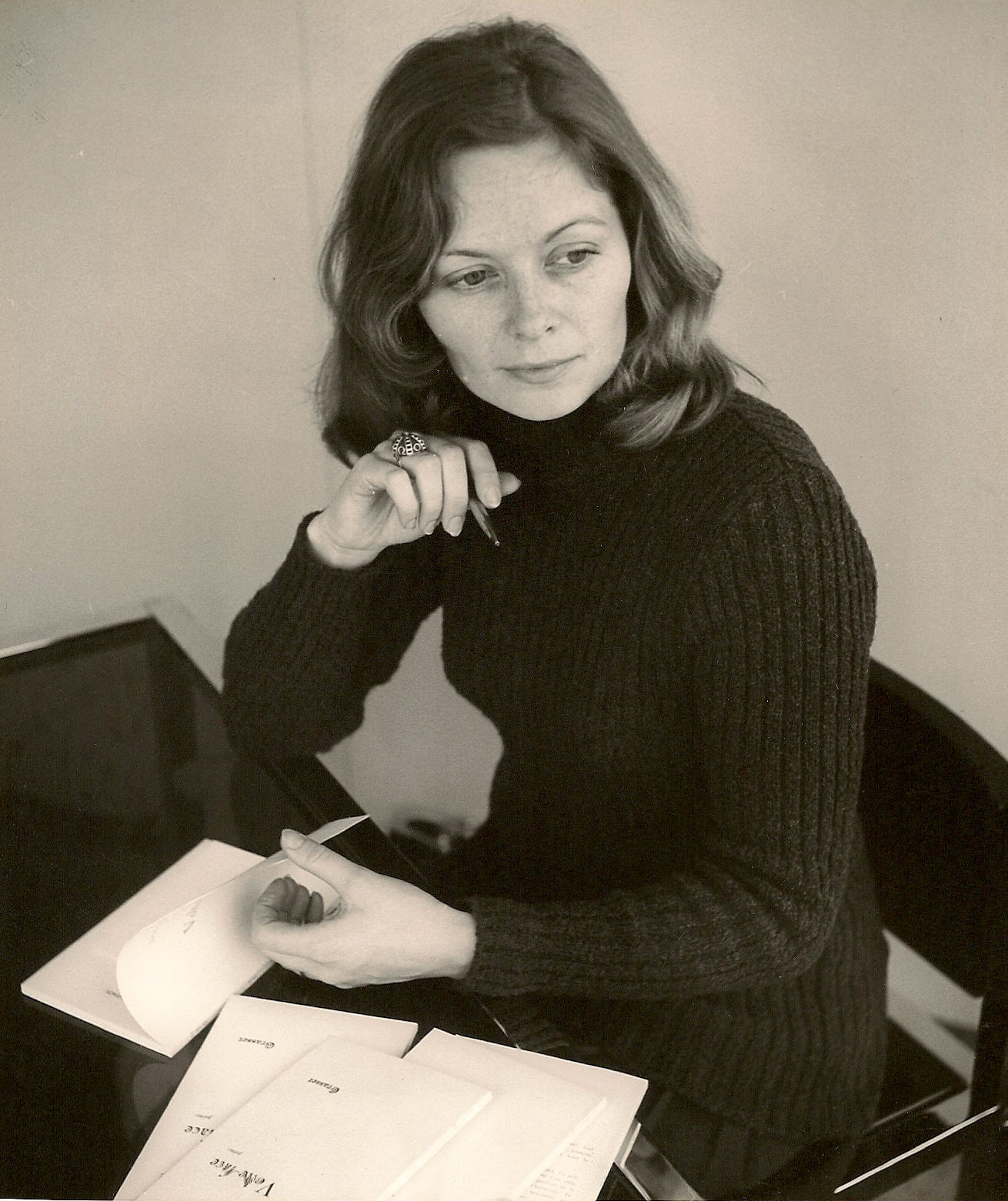
L. Spède - Dédicace de Volte Face - Grasset 1973
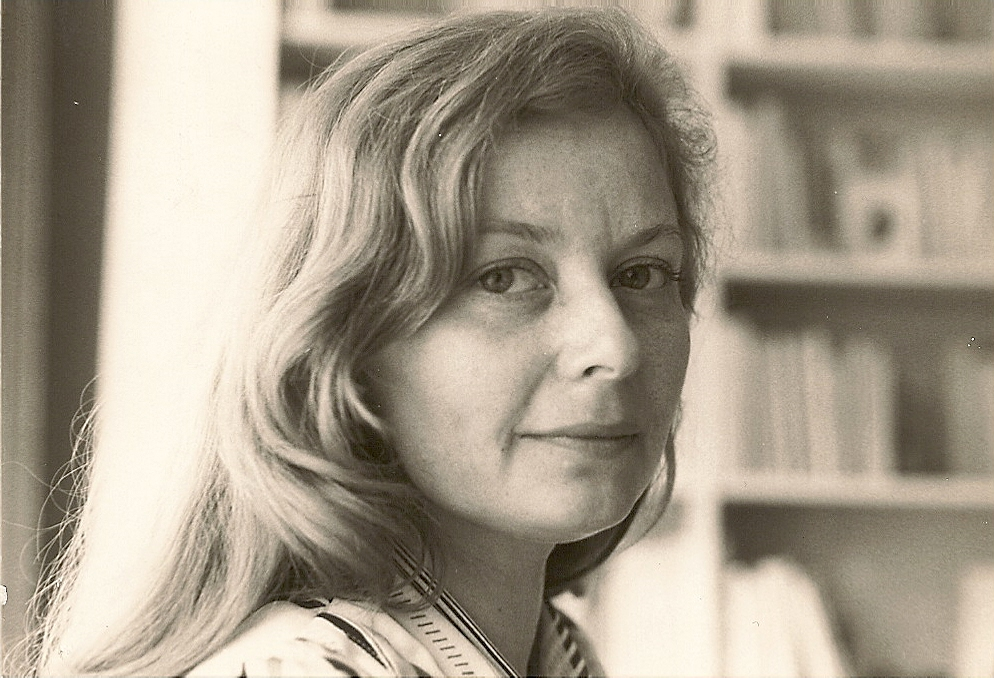
L. Spède - maison de la poésie 1979
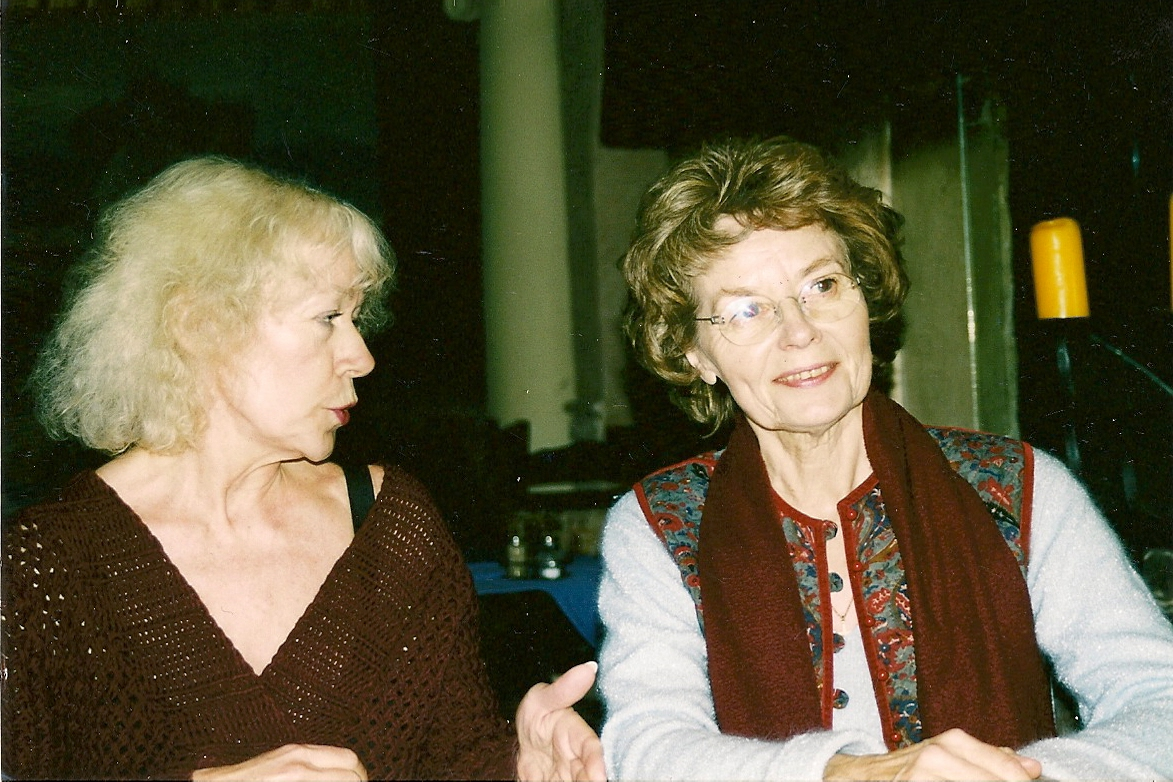
L. Spède et E. Wilwerth - lancement de J'Ados - 2003